# George Monbiot
George Monbiot (født 27. januar 1963) er en journalist, forfatter og politisk aktivist i England, som skriver en ugentlig artikel til den engelske avis The Guardian.
Monbiot har med flere bogudgivelser markeret sig som en væsentlig ideudvikler i den globaliseringskritiske bevægelse.
Monbiot er uddannet ved Stowe og siden på Brasenose College i Oxford. Har undervist på universiteter i bl.a. Oxford, Bristol og London og gæsteunderviser for tiden på Oxford Brookes universitet.
Som reporter har han rejst i Indonesien, Brasilien og Østafrika. Efter en omgang livstruende malaria i Kenya stoppede hans rejseaktiviteter. Hans pågående journalistik har bl.a. skaffet ham en livstidsdom in absentia i Indonesien. Han er nu fast i England.

## Priser og udmærkelser
- United Nations Global 500 Award, tildelt af Nelson Mandela for en enestående miljøindsats
- Lloyds National Screenwriting Prize, for hans TV-stykke The Norwegian
- Sony Award
- Sir Peter Kent Award
- OneWorld National Press Award

## Litterære udgivelser
- Manifesto for a New World Order (2004, New Press) ISBN 1-56584-908-6
- The Age of Consent (2003, Flamingo) ISBN 0-00-715042-3
- Europe Inc.: Regional and Global Restructuring and the Rise of Corporate Power (2003, Pluto Press) foreward by George Monbiot, ISBN 0-7453-2163-1
- Anti-capitalism: A Guide to the Movement (2001, Bookmarks) ISBN 1-898876-78-9
- Captive State: The Corporate Takeover of Britain (2000, Macmillan) ISBN 0-333-90164-9
- No Man's Land: An Investigative Journey Through Kenya and Tanzania (1994, Picador) ISBN 0-333-60163-7
- Amazon Watershed (1991, Abacus) ISBN 0-7181-3428-1
- Mahogany Is Murder: Mahogany Extraction from Indian Reserves in Brazil (1992) ISBN 1-85750-160-8
- Poisoned Arrows: An Investigative Journey Through Indonesia (1989, Abacus) ISBN 0-7181-3153-3